# Resolución 1932 del Consejo de Seguridad de las Naciones Unidas
La Resolución 1932 del Consejo de Seguridad de Naciones Unidas, aprobada por unanimidad el 29 de junio de 2010, acordaba prorrogar el mandato de varios magistrados del Tribunal Penal Internacional para Ruanda al mismo tiempo que se reafirmaba en la necesidad de procesar a los inculpados, algunos de ellos huidos de la justicia. Por esta razón instaba además a todos los Estados miembros de la Organización, en especial a los estados ribereños de los Grandes Lagos, a intensificar su colaboración con el Tribunal Internacional.
Los magistrados cuyos mandatos fueron prorrogados hasta el 31 de diciembre de 2012 "o hasta que concluyan las causas a que han sido
asignados, si sucediera con anterioridad," fueron los siguientes:
Magistrados de la Sala de Apelaciones:
- Mehmet Güney (Turquía)
- Andrésia Vaz (Senegal)

Magistrados permanentes de la Sala de Primera Instancia:
- Charles Michael Dennis Byron (San Cristóbal y Nieves)
- Khalida Rachid Khan (Pakistán)
- Arlette Ramaroson (Madagascar)
- William H. Sekule (Tanzania)
- Bakhtiyar Tuzmukhamedov (Rusia)

Magistrados ad lítem de la Sala de Primera Instancia:
- Aydin Sefa Akay (Turquía)
- Florence Rita Arrey (Camerún)
- Solomy Balungi Bossa (Uganda)
- Vagn Joensen (Dinamarca)
- Gberdao Gustave Kam (Burkina Faso)
- Lee Gacuiga Muthoga (Kenia)
- Seon Ki Park (Corea del Sur)
- Mparany Mamy Richard Rajohnson (Madagascar)
- Emile Francis Short (Ghana)